# 警視正

警視正（けいしせい、英称：Assistant Commissioner）は、警察法第62条に規定される日本の警察官の階級の一。警視長の下。警視の上。

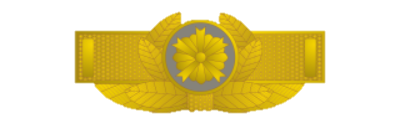
警視正の階級章

## 階級の位置と役割
警視正の階級は、警察法第62条に規定され、警察官の階級としては警視総監、警視監、警視長に次ぐ第4位。都道府県警察に所属する警察官であっても、警視正以上の階級にある者は、警察法第56条第1項の規定により身分が一般職国家公務員（地方警務官）とされ、警察法第55条第3項によりその任免は国家公安委員会が行う。昇任は選考により行われる。警視正以上の階級にある警察官は日本の警察官全体の僅か0.2％しかおらず、警視正より下位の階級の割合は警視が3％、警部が5％、警部補以下が92％である。

## 任官
国家公務員試験（総合職試験、旧I種試験）に合格し警察庁へ採用された、いわゆる「キャリア組」の警察官は、採用後15年以降で順次昇任する。また、国家公務員試験（一般職試験（大卒程度）、旧II種試験）に合格し警察庁へ採用された、いわゆる「準キャリア組」の警察官は、採用後25年以降で順次昇任する。
ノンキャリア（各都道府県警察に地方公務員として採用された警察官）は最速で昇任したとすれば50歳代である。都道府県警の規模によって異なるが、本部長、警務部、総務部を除く刑事、警備、交通、生活安全の各部長職と警察学校長、数か所の大規模警察署の署長とポスト数は極めて少ない。たとえ昇任したとしても多くの場合は定年を間近に控えることになる。キャリアアップとしては警視正に昇任後に各部の部長職を務めたのち限られたものが大規模警察署長に就任できさらにその中から残った成績優秀な者が警視長となり総務部長に就くことができる。

## 役職
- 警察庁内部部局
  - 室長・理事官・調査官
- 警察庁地方機関
  - 管区警察局 部長・首席監察官・主要課長・管区警察学校部長
  - 都警察情報通信部及び道警察情報通信部 通信庶務課長
- 警察庁附属機関
  - 警察大学校 主任教授・教務課長
  - 皇宮警察本部 部長・主要課長・警察学校長・護衛署長（皇宮警視正）
  - 科学警察研究所 総務課長
- 警視庁
  - 各部参事官 (警務部・公安部各1名を除く)・方面本部長 (第一・第四・第八方面本部を除く)・主要課長 (各部総務課長、総務部広報課長・会計課長、警務部人事第二課長、人事第一課首席監察官、交通部交通規制課長・運転免許本部長、警備部警備第一課長・警衛課長・警護課長・第一機動隊長、地域部通信指令本部長、公安部公安第一課長・公安第二課長・外事第二課長、刑事部捜査第一課長・捜査第二課長、生活安全部保安課長、組織犯罪対策部国際犯罪対策課長、暴力団対策課長)、警察学校副校長、特殊詐欺対策本部・サイバーセキュリティ対策本部副本部長

- 道府、指定県警察
  - 本部部長（一部除く）・主要参事官・本部主要課長・首席監察官・警察学校長（岡山・熊本除く）・市警察部長（一部除く）
- 上記以外の県警察
  - 部長・首席監察官・警察学校長（茨城）
- 警察署
  - 大規模署長
    - 警視庁管内では以下の18署（麹町・丸の内・築地・麻布・赤坂・蒲田・世田谷・渋谷・四谷・新宿・池袋・上野・浅草・本所・立川・八王子・町田・板橋）

## その他
- 階級章は横板と両側の桜葉すべて金色であり、両外側1本である。
- 警察内部では“けいしまさ”と呼称されることもある（無線連絡時の聞き違い防止に起因する）[2]。